# Куршев, Александр Николаевич
Александр Николаевич Куршев (30 апреля [13 мая] 1902, с. Медведица, Саратовская губерния — 9 ноября 1974, Москва) — советский государственный деятель, министр автомобильного транспорта СССР (1952—1953).

## Биография
Родился в русской семье рабочего-слесаря. С февраля 1918 года работал слесарем (на Тиханинском винзаводе, затем на Грязнушинском конезаводе в Петровске).
С октября 1924 по декабрь 1925 года служил в Красной Армии (Одесса), затем работал машинистом мельницы №25 (Петровск). В 1926—1929 годы работал механиком совхоза № 2 (ст. Токуши Омской железной дороги), заместителем директора Чагинского зерносовхоза (ст. Киялы Петропавловской области). В марте 1926 года вступил в ВКП(б). В 1929 году заочно окончил Ленинградский техникум индустриального земледелия.
С 1929 года работал в Центрально-Чернозёмной области: заведующий мастерскими, заместитель директора Калачёвского зерносовхоза, заместитель директора Бондарского, затем — Инжавинского совхоза; с июня 1933 — в Воронежском зернотресте (инженер-механизатор, начальник электромастерской, начальник автоколонны).
С января 1936 года — управляющий областным отделением «Союзсовхозтранс» Наркомата зерновых и животноводческих совхозов СССР (Воронежской области, с января 1938 — Одесской области); с февраля 1939 — управляющий Всесоюзной конторой «Союзавтотранс».
В январе 1941 года назначен народным комиссаром (с апреля 1946 — министром) автомобильного транспорта РСФСР; с 3 ноября 1952 — министр автомобильного транспорта СССР. Последующие изменения должности были обусловлены реформированием «транспортных» министерств страны: заместитель министра путей сообщения СССР по автомобильному транспорту и шоссейным дорогам (март-сентябрь 1953), первый заместитель министра автомобильного транспорта и шоссейных дорог СССР (1953—1955). С 1955 года — министр, с 1956 — заместитель министра автомобильного транспорта и шоссейных дорог РСФСР.
Депутат Верховного Совета РСФСР 2-го (1947—1951), 3-го (1951—1955) и 4-го (1955—1959) созывов.
С апреля 1959 года — персональный пенсионер союзного значения, советник Совета министров РСФСР (1959—1968).
Похоронен в Москве на Бабушкинском кладбище.

## Награды и звания
- Орден Отечественной войны 1 степени;
- Орден Трудового Красного Знамени[2][3].